# Sínode de Frankfurt
El Sínode de Frankfurt fou una reunió de bisbes de l'estat carolingi convocat per Carlemany a la ciutat de Frankfurt. Es va obrir l'1 de juny del 794.
Tenia com a finalitat respondre al II Concili de Nicea organitzat per l'emperadriu bizantina Irene per resoldre la controvèrsia iconoclasta el 787, i on cap representant de l'església francesa havia estat convidat. La cort franca no va reconèixer el caràcter ecumènic del concili del 787 i va encarregar a diversos teòlegs de compondre una sèrie de tractats (Libri Carolini) contra el concili. Va enviar al papa una ambaixada que va presentar 85 punts d'oposició. Els Libri Carolini, publicats el 791, afirmaven que era un error destruir les imatges (icones) i un altre error imposar la seva veneració. Aquestes teories foren oficialment adoptades al concili del 794 però el papa Adrià I, que havia estat present a Nicea, va refusar reconèixer o confirmar les resolucions. També hi fou condemnat l'adopcionisme, una heretgia encapçalada pel bisbe català Fèlix d'Urgell per l'arquebisbe hispà Elipand de Toledo. Va també albirar la possibilitat de resar en llengua vernacular. El rei dels francs va refusar reconèixer a l'Imperi Romà d'Orient com a preferent en matèries de fe i es va erigir com l'únic guia del poble cristià.
Al concili hi van assistir quasi tots els bisbes de la major part de l'església llatina, i molts abats i eclesiàstics de segon orde (seglars i regulars). Entre els assistents Benet d'Aniana amb alguns dels seus religiosos entre els quals els seus deixebles Esmaragdi i Ardó, Anià abat de Caunes amb tres dels seus religiosos. El fill de Carlemany, Lluís el Pietós, es creu que també hi era present, ja que se sap que pare i fill van celebrar junts la Pasqua poques setmanes abans i no apareix altre cop per Aquitània fins a la primavera del 795. Degut a la manca d'equipatge de Lluís el Pietós, el seu pare en va voler saber la causa, i el fill va atribuir la falta als intendents dels seus dominis que s'havien apoderat de part de les seves terres i en descuidaven l'atenció; Carlemany per no enfrontar-se obertament als senyors aquitans, va decidir enviar uns missi dominici al regne del seu fill: Willibert, després bisbe de Rouen, i el comte Ricard, que amb fermesa però amb prudència van imposar als senyors la restitució dels dominis reials usurpats. En aquest temps Lluís tenia per ministre o majordom a Meginari (després també fou bisbe de Rouen) que havia substituït a Arnoul que ja hauria mort.